# MELODY Blvd.
『MELODY Blvd.』（メロディー・ブールバード）は、久石譲の9thアルバム。1995年1月25日にパイオニアLDCから発売された。

## 背景・制作
1994年に発売されたアルバム『地上の楽園』以来約半年ぶりとなるアルバムで、久石譲が1990年代に発表された映画音楽やアニメ音楽などの劇伴を、ロサンゼルスのスタジオ・ミュージシャンの手によってレコーディングされたセルフカバーアルバムである。

## 批評
| 専門評論家によるレビュー | 専門評論家によるレビュー |
| レビュー・スコア         | レビュー・スコア         |
| 出典                     | 評価                     |
| ------------------------ | ------------------------ |
| CDジャーナル             | 肯定的                   |

CDジャーナルは、「気のきいたAORアルバムとなった。作曲家、音楽製作者として面目躍如。」と肯定的に評価している。

## 収録曲
| 全作曲・編曲: 久石譲。 |                      |                                            |            |                                            |      |
| #                      | タイトル             | 作詞                                       | 作曲・編曲 | タイアップ                                 | 時間 |
| 1.                     | 「I Believe In You」 | - Tim Jensen - Original Lyrics: 中山美穂   | 久石譲     | あなたになら「水の旅人」                   | 5:27 |
| 2.                     | 「Hush」             | Tim Jensen                                 | 久石譲     | 木洩れ陽の路地「魔女の宅急便」             | 4:45 |
| 3.                     | 「Lonely Dreamer」   | - 渡辺なつみ - Original Lyrics: 和田加奈子 | 久石譲     | 鳥のように「この愛の物語」                 | 5:15 |
| 4.                     | 「Two Of Us」        | - Tim Jensen - Original Lyrics: 大林宣彦   | 久石譲     | 草の想い「ふたり」                         | 4:06 |
| 5.                     | 「I Stand Alone」    | - Suzi Kim - Original Lyrics: 大林宣彦     | 久石譲     | 追憶のX.T.C.「はるか、ノスタルジィ」       | 4:39 |
| 6.                     | 「Girl」             |                                            | 久石譲     | 「時をかける少女・メインテーマ」CX系       | 3:50 |
| 7.                     | 「Rosso Adriatico」  |                                            | 久石譲     | 真紅の翼「紅の豚」                         | 5:28 |
| 8.                     | 「Piano (Re-Mix)」   | - Tim Jensen - Original Lyrics: 松本隆     | 久石譲     | ぴあの「NHK連続テレビ小説」                | 4:02 |
| 9.                     | 「Here We Are」      | Suzi Kim                                   | 久石譲     | 青春のモニュメント「青春デンデケデケデケ」 | 4:17 |
| 合計時間:              | 合計時間:            | 合計時間:                                  | 合計時間:  | 41:49                                      |      |

## 参加ミュージシャン
- Curt Bisquera
- Marilyn Droman
- Sally Dworsky
- Brandon Fields
- Tommy Funderburk
- Joe Hisaishi
- Bunny Hull
- Eri Kawai
- Tom Keane
- Michael Landau
- Kevin McCormick
- Tollak Ollestad
- Lou Pardini
- Vonda Shepard
- Jackie Sheridan
- Kenji Takamizu
- Terry Trotter
- Warren Wiebe
- Joseph Williams
- Jai Winding